# Меморіальна премія Бохера
Меморіа́льна пре́мія Бо́хера (англ. Bôcher Memorial Prize) — премія з математики, що вручається Американським математичним товариством з 1923 року. Нагороду засновано на вшанування пам'яті американського математика Максима Бохера. Присуджується раз на три роки за найзначиміші праці в галузі математичного аналізу за останні 6 років, опубліковані у північноамериканських виданнях або написані членами Товариства. Початковий фонд премії становив $1450. З 2010-х років сума винагороди становить $5000.

## Список лауреатів премії
- 1923 — Джордж Девід Біркгоф
- 1924 — Ерік Темпл Белл[en], Соломон Лефшец
- 1928 — Джеймс Александер[en]
- 1933 — Марстон Морс, Норберт Вінер
- 1938 — Джон фон Нейман
- 1943 — Джессі Дуглас
- 1948 — Альберт Шеффлер[en], Дональд Спенсер[en]
- 1953 — Норман Левінсон[en]
- 1959 — Луїс Ніренберг
- 1964 — Пол Джозеф Коен
- 1969 — Ізадор Зінгер[en]
- 1974 — Дональд Семюел Орнстейн[en]
- 1979 — Альберто Кальдерон[en]
- 1984 — Луїс Каффареллі, Річард Мелроуз[en]
- 1989 — Річард Шоен[en]
- 1994 — Леон Саймон[en]
- 1999 — Димитріос Христодулу, Серджіу Клайнерман[en], Томас Вольф[en]
- 2002 — Деніел Татару[en], Теренс Тао, Фангхуа Лін[en]
- 2005 — Френк Мерле[en]
- 2008 — Альберто Брессан[en], Чарльз Фефферман, Карлос Кеніг[en]
- 2011 — Асаф Наор[en], Гюнтер Ульман[en]
- 2014 — Сімон Брендле[en]
- 2017 — Андраш Вазі[en]
- 2020 — Камілло Де Лелліс[en]; Ларрі Гут[en]; Лор Сен-Раймон[en]
- 2023 — Френк Мерль[en], П’єр Рафаель[fr], Ігор Роднянський[en], Джеремі Шефтель[fr]